# Gran Premio motociclistico di Spagna 2010
Il Gran Premio motociclistico di Spagna 2010 corso il 2 maggio, è il secondo Gran Premio della stagione 2010. La gara si è disputata a Jerez de la Frontera sul circuito omonimo.
Inizialmente prevista come terza gara della stagione, è diventata la seconda a causa del rinvio del GP del Giappone.

## Prove e Qualifiche

### Classe 125
Le prime sessioni di prove sono state dominate da Pol Espargaró (Derbi), mentre la pole position è andata a Marc Márquez (Derbi).
Risultati dopo le qualifiche:
- 1 =  Marc Márquez - Derbi 1'46"829
- 2 =  Pol Espargaró - Derbi 1'46"933
- 3 =  Efrén Vázquez - Derbi 1'47"275

### Moto2
Nelle prime due sessioni di prove libere i più veloci sono stati: Alex Debón (FTR) nella FP1 e Yonny Hernández (BQR-Moto2) nella FP2, mentre la pole è andata a Shōya Tomizawa (Suter).
Risultati dopo le qualifiche:
- 1 =  Shōya Tomizawa - Suter 1'44"372
- 2 =  Julián Simón - RSV 1'44"374
- 3 =  Toni Elías - Moriwaki 1'44"424

### MotoGP

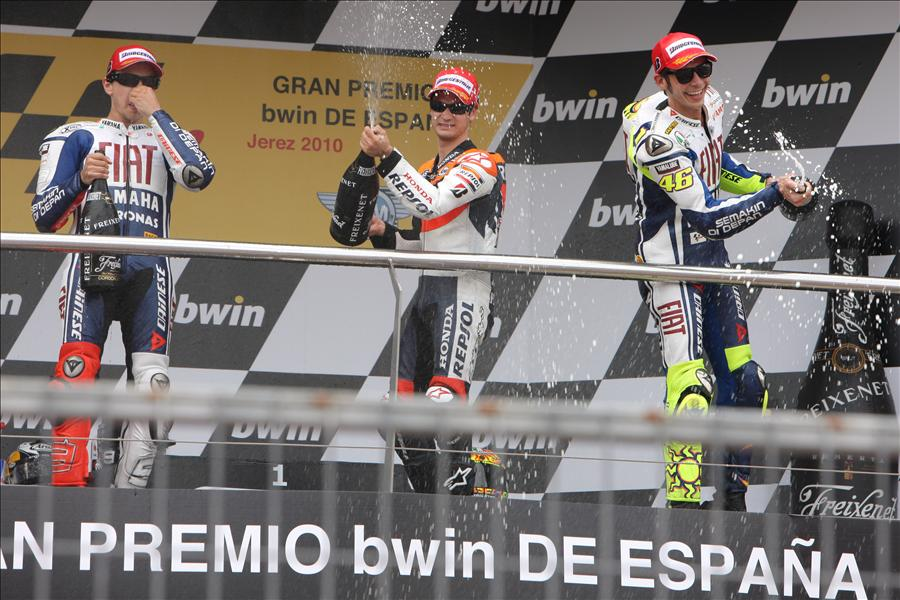
Lorenzo, Pedrosa e Rossi, festeggiano sul podio dopo aver concluso rispettivamente al primo, secondo e terzo posto la gara della classe MotoGP

Nelle sessioni di prove il pilota più veloce è stato Casey Stoner su Ducati (1'39.731), seguito da Jorge Lorenzo (Yamaha) e Nicky Hayden (Ducati). Nella seconda sessione il migliore è Jorge Lorenzo (1'39.089) seguito da Dani Pedrosa (Honda) e Casey Stoner.
| Pos | Nº | Pilota           | Squadra                        | Tempo    |
| --- | -- | ---------------- | ------------------------------ | -------- |
| 1   | 26 | Dani Pedrosa     | Repsol Honda Team-HRC          | 1'39"202 |
| 2   | 99 | Jorge Lorenzo    | Fiat Yamaha Team-Yamaha        | 1'39"487 |
| 3   | 27 | Casey Stoner     | Ducati Marlboro-Ducati         | 1'39"511 |
| 4   | 46 | Valentino Rossi  | Fiat Yamaha Team-Yamaha        | 1'39"558 |
| 5   | 69 | Nicky Hayden     | Ducati Marlboro-Ducati         | 1'39"560 |
| 6   | 14 | Randy de Puniet  | LCR Honda MotoGP-Honda         | 1'39"591 |
| 7   | 5  | Colin Edwards    | Monster Yamaha Tech 3-Yamaha   | 1'39"970 |
| 8   | 11 | Ben Spies        | Monster Yamaha Tech 3-Yamaha   | 1'39"989 |
| 9   | 4  | Andrea Dovizioso | Repsol Honda Team-HRC          | 1'40"021 |
| 10  | 33 | Marco Melandri   | San Carlo Honda Gresini-Honda  | 1'40"027 |
| 11  | 65 | Loris Capirossi  | Rizla Suzuki MotoGP-Suzuki     | 1'40"206 |
| 12  | 7  | Hiroshi Aoyama   | Interwetten Honda MotoGP-Honda | 1'40"322 |
| 13  | 19 | Álvaro Bautista  | Rizla Suzuki MotoGP-Suzuki     | 1'40"416 |
| 14  | 40 | Héctor Barberá   | Paginas Amarillas Aspar-Ducati | 1'40"482 |
| 15  | 41 | Aleix Espargaró  | Pramac Racing-Ducati           | 1'40"555 |
| 16  | 58 | Marco Simoncelli | San Carlo Honda Gresini-Honda  | 1'40"586 |
| 17  | 36 | Mika Kallio      | Pramac Racing-Ducati           | 1'40"803 |

## Gara

### MotoGP

#### Resoconto
Lorenzo riesce a vincere, recuperando prima su Rossi, e poi, nel finale, su Pedrosa, che batte dopo un duello. Dietro loro tre si piazzano nell'ordine: Hayden, Stoner, Dovizioso, Kallio, Melandri, De Puniet, Bautista, Simoncelli, Edwards, Barberá, Aoyama e Espargaró. Capirossi cade al terzo giro, mentre Spies si ritira per un problema tecnico all'ottavo giro.

#### Arrivati al traguardo
| Pos | Nº | Pilota           | Squadra                 | Motocicletta | Giri | Tempo     | Griglia | Punti |
| --- | -- | ---------------- | ----------------------- | ------------ | ---- | --------- | ------- | ----- |
| 1   | 99 | Jorge Lorenzo    | Fiat Yamaha             | Yamaha       | 27   | 45:17"538 | 2       | 25    |
| 2   | 26 | Dani Pedrosa     | Repsol Honda            | Honda        | 27   | +0"543    | 1       | 20    |
| 3   | 46 | Valentino Rossi  | Fiat Yamaha             | Yamaha       | 27   | +0"890    | 4       | 16    |
| 4   | 69 | Nicky Hayden     | Ducati Marlboro         | Ducati       | 27   | +9"015    | 5       | 13    |
| 5   | 27 | Casey Stoner     | Ducati Marlboro         | Ducati       | 27   | +10"034   | 3       | 11    |
| 6   | 4  | Andrea Dovizioso | Repsol Honda            | Honda        | 27   | +23"144   | 9       | 10    |
| 7   | 36 | Mika Kallio      | Pramac Racing           | Ducati       | 27   | +34"489   | 17      | 9     |
| 8   | 33 | Marco Melandri   | San Carlo Honda Gresini | Honda        | 27   | +34"687   | 10      | 8     |
| 9   | 14 | Randy de Puniet  | LCR Honda               | Honda        | 27   | +36"160   | 6       | 7     |
| 10  | 19 | Álvaro Bautista  | Rizla Suzuki            | Suzuki       | 27   | +36"791   | 13      | 6     |
| 11  | 58 | Marco Simoncelli | San Carlo Honda Gresini | Honda        | 27   | +37"155   | 16      | 5     |
| 12  | 5  | Colin Edwards    | Monster Yamaha Tech 3   | Yamaha       | 27   | +38"260   | 7       | 4     |
| 13  | 40 | Héctor Barberá   | Paginas Amarillas Aspar | Ducati       | 27   | +38"371   | 14      | 3     |
| 14  | 7  | Hiroshi Aoyama   | Interwetten Honda       | Honda        | 27   | +1:02"052 | 12      | 2     |
| 15  | 41 | Aleix Espargaró  | Pramac Racing           | Ducati       | 24   | +3 giri   | 15      | 1     |

#### Ritirati
| Nº | Pilota          | Squadra               | Motocicletta | Giri | Griglia |
| -- | --------------- | --------------------- | ------------ | ---- | ------- |
| 11 | Ben Spies       | Monster Yamaha Tech 3 | Yamaha       | 7    | 8       |
| 65 | Loris Capirossi | Rizla Suzuki          | Suzuki       | 2    | 11      |

### Moto2
In questa classe corrono due piloti come wildcard: Iván Moreno su Moriwaki e Amadeo Lladós su AJR.

#### Resoconto
De Angelis e Leonov non partono. Il sammarinese, che sarebbe dovuto partire 26º, cade nel warmup procurandosi contusioni, mentre il russo non ha neanche girato in qualifica per via di un vecchio infortunio: è stato ammesso alla gara solo per aver ottenuto un tempo al di sotto del 107% del leader nelle prove libere.
La gara della Moto2 è stata fermata al secondo giro a causa di una macchia di liquido fuoriuscito dalla moto di Shōya Tomizawa (caduto dopo aver sorpassato Simone Corsi) che ha fatto scivolare diversi piloti. La gara è stata successivamente fatta ripartire, riducendo a 17 il numero di giri rispetto ai 26 programmati inizialmente.
Alla ripartenza nel primo giro cadono Iannone, Olivé e Abraham: solo quest'ultimo riesce a ripartire. Davanti sono in nove a lottare per la vittoria, tra i quali Noyes. Al terzo giro cadono Baldolini, che riesce a ripartire, e Faubel, che invece è costretto al ritiro. Al giro dopo cade anche Canepa, che riesce a ripartire, ma costretto al ritiro al nono giro. Al quinto giro cade anche Debón, che riesce a ripartire. Al settimo giro si ritira Pasini. Al nono giro cade Moreno. Nel finale Elías riesce a compiere un doppio sorpasso su Tomizawa e Lüthi (rispettivamente secondo e terzo alla fine), andando a vincere. Quarto si piazza Takahashi, davanti a Corsi, Gadea, Noyes, Simón, Talmácsi, Hernández, Cluzel, Rolfo, Aegerter, Bradl e West.

#### Arrivati al traguardo
| Pos | Nº | Pilota              | Squadra                      | Motocicletta | Giri | Tempo     | Griglia | Punti |
| --- | -- | ------------------- | ---------------------------- | ------------ | ---- | --------- | ------- | ----- |
| 1   | 24 | Toni Elías          | Gresini Racing               | Moriwaki     | 17   | 29:58"726 | 3       | 25    |
| 2   | 48 | Shōya Tomizawa      | Technomag-CIP                | Suter        | 17   | +0"190    | 1       | 20    |
| 3   | 12 | Thomas Lüthi        | Interwetten Moriwaki         | Moriwaki     | 17   | +0"261    | 5       | 16    |
| 4   | 72 | Yūki Takahashi      | Tech 3 Racing                | Tech 3       | 17   | +0"558    | 4       | 13    |
| 5   | 3  | Simone Corsi        | JIR Moto2                    | MotoBi       | 17   | +1"449    | 10      | 11    |
| 6   | 40 | Sergio Gadea        | Tenerife 40 Pons             | Pons Kalex   | 17   | +1"496    | 8       | 10    |
| 7   | 9  | Kenny Noyes         | Jack & Jones by A.Banderas   | Promoharris  | 17   | +2"215    | 9       | 9     |
| 8   | 60 | Julián Simón        | Mapfre Aspar                 | RSV          | 17   | +2"576    | 2       | 8     |
| 9   | 2  | Gábor Talmácsi      | Fimmco Speed Up              | Speed Up     | 17   | +3"825    | 7       | 7     |
| 10  | 68 | Yonny Hernández     | Blusens-STX                  | BQR-Moto2    | 17   | +6"691    | 12      | 6     |
| 11  | 16 | Jules Cluzel        | Forward Racing               | Suter        | 17   | +8"123    | 14      | 5     |
| 12  | 44 | Roberto Rolfo       | Italtrans S.T.R.             | Suter        | 17   | +11"965   | 17      | 4     |
| 13  | 77 | Dominique Aegerter  | Technomag-CIP                | Suter        | 17   | +12"190   | 21      | 3     |
| 14  | 65 | Stefan Bradl        | Viessmann Kiefer Racing      | Suter        | 17   | +12"295   | 6       | 2     |
| 15  | 8  | Anthony West        | MZ Racing                    | MZ-RE Honda  | 17   | +12"545   | 11      | 1     |
| 16  | 45 | Scott Redding       | Marc VDS Racing              | Suter        | 17   | +12"678   | 26      |       |
| 17  | 14 | Ratthapark Wilairot | Thai Honda PTT Singha SAG    | Bimota       | 17   | +13"548   | 29      |       |
| 18  | 71 | Claudio Corti       | Forward Racing               | Suter        | 17   | +15"642   | 16      |       |
| 19  | 80 | Axel Pons           | Tenerife 40 Pons             | Pons Kalex   | 17   | +16"740   | 22      |       |
| 20  | 35 | Raffaele De Rosa    | Tech 3 Racing                | Tech 3       | 17   | +19"368   | 15      |       |
| 21  | 10 | Fonsi Nieto         | Holiday Gym G22              | Moriwaki     | 17   | +20"956   | 18      |       |
| 22  | 63 | Mike Di Meglio      | Mapfre Aspar                 | RSV          | 17   | +21"129   | 27      |       |
| 23  | 61 | Vladimir Ivanov     | Gresini Racing               | Moriwaki     | 17   | +31"224   | 34      |       |
| 24  | 39 | Robertino Pietri    | Italtrans S.T.R.             | Suter        | 17   | +31"275   | 30      |       |
| 25  | 6  | Alex Debón          | Aeroport de Castello - Ajo   | FTR          | 17   | +33"283   | 13      |       |
| 26  | 52 | Lukáš Pešek         | Matteoni CP Racing           | Moriwaki     | 17   | +34"090   | 32      |       |
| 27  | 76 | Bernat Martínez     | Maquinza-SAG                 | Bimota       | 17   | +38"705   | 31      |       |
| 28  | 17 | Karel Abraham       | Cardion AB Motoracing        | RSV          | 17   | +39"384   | 25      |       |
| 29  | 41 | Arne Tode           | Racing Team Germany          | Suter        | 17   | +43"839   | 23      |       |
| 30  | 92 | Amadeo Lladós       | Llados Racing                | AJR          | 17   | +46"896   | 36      |       |
| 31  | 53 | Valentin Debise     | WTR San Marino               | ADV          | 17   | +47"080   | 37      |       |
| 32  | 25 | Alex Baldolini      | Caretta Technology Race Dept | I.C.P.       | 17   | +47"216   | 19      |       |
| 33  | 88 | Yannick Guerra      | Holiday Gym G22              | Moriwaki     | 17   | +47"777   | 39      |       |
| 34  | 95 | Mashel Al Naimi     | Blusens-STX                  | BQR-Moto2    | 17   | +56"595   | 40      |       |

#### Ritirati
| Nº | Pilota         | Squadra                    | Motocicletta | Giri | Griglia |
| -- | -------------- | -------------------------- | ------------ | ---- | ------- |
| 91 | Iván Moreno    | Andalucia Cajasol          | Moriwaki     | 8    | 38      |
| 59 | Niccolò Canepa | RSM Team Scot              | Force GP210  | 8    | 33      |
| 75 | Mattia Pasini  | JIR Moto2                  | MotoBi       | 6    | 35      |
| 55 | Héctor Faubel  | Marc VDS Racing            | Suter        | 2    | 24      |
| 29 | Andrea Iannone | Fimmco Speed Up            | Speed Up     | 0    | 28      |
| 5  | Joan Olivé     | Jack & Jones by A.Banderas | Promoharris  | 0    | 20      |

#### Non partiti
| Nº | Pilota          | Squadra              | Motocicletta |
| -- | --------------- | -------------------- | ------------ |
| 15 | Alex De Angelis | RSM Team Scot        | Force GP210  |
| 21 | Vladimir Leonov | Vector Kiefer Racing | Suter        |

### Classe 125
In questa classe partecipano quattro piloti come wildcard: Isaac Viñales e Michael van der Mark su Aprilia, Joan Perelló e Johnny Rosell su Honda, mentre da questo Gran Premio corre Riccardo Moretti per il team Fontana Racing.

#### Resoconto
Al via Vázquez e Terol passano al comando, mentre Márquez, partito dalla pole, cade nel primo giro. Nel primo giro cade anche Savadori. Lottano per la vittoria, insieme a Vázquez e Terol, anche Espargaró e Rabat, che vengono poco dopo raggiunti anche da Cortese. Al secondo giro cade Fagerhaug. Al sesto giro cade Riccardo Moretti. Al quattordicesimo giro cadono Marconi e Rossi: entrambi ripartono, ma il francese è costretto a rientrare ai box un giro dopo. Al sedicesimo giro si ritira van der Mark. Intanto Cortese davanti, a causa di un problema tecnico, perde molto terreno dai piloti di testa. Al diciannovesimo giro Vázquez, che lottava per la vittoria, cade: riparte, ma è costretto a rientrare ai box. A questo punto la lotta per la vittoria è riservata a Espargaró e Terol, mentre Rabat si è staccato. Espargaró, a meno di due giri dalla fine, decide di allungare, andando quindi a vincere davanti ai suoi connazionali. Dietro di loro, nell'ordine: Smith, Koyama, Moncayo, Zarco, Krummenacher, Masbou, Iwema, Cortese (rallentato dal guasto), Schrötter, Martín, Kornfeil e Salom. Al penultimo giro è caduto Webb, e all'ultimo giro anche Folger.

#### Arrivati al traguardo
| Pos | Nº | Pilota              | Squadra                       | Motocicletta | Giri | Tempo     | Griglia | Punti |
| --- | -- | ------------------- | ----------------------------- | ------------ | ---- | --------- | ------- | ----- |
| 1   | 44 | Pol Espargaró       | Tuenti Racing                 | Derbi        | 23   | 41:36"146 | 2       | 25    |
| 2   | 40 | Nicolás Terol       | Bancaja Aspar                 | Aprilia      | 23   | +1"886    | 5       | 20    |
| 3   | 12 | Esteve Rabat        | Blusens-STX                   | Aprilia      | 23   | +15"180   | 4       | 16    |
| 4   | 38 | Bradley Smith       | Bancaja Aspar                 | Aprilia      | 23   | +17"110   | 7       | 13    |
| 5   | 71 | Tomoyoshi Koyama    | Racing Team Germany           | Aprilia      | 23   | +25"069   | 11      | 11    |
| 6   | 23 | Alberto Moncayo     | Andalucia Cajasol             | Aprilia      | 23   | +26"860   | 9       | 10    |
| 7   | 14 | Johann Zarco        | WTR San Marino                | Aprilia      | 23   | +27"102   | 12      | 9     |
| 8   | 35 | Randy Krummenacher  | Stipa-Molenaar Racing GP      | Aprilia      | 23   | +28"465   | 10      | 8     |
| 9   | 5  | Alexis Masbou       | Ongetta Team                  | Aprilia      | 23   | +28"963   | 17      | 7     |
| 10  | 53 | Jasper Iwema        | CBC Corse                     | Aprilia      | 23   | +58"830   | 13      | 6     |
| 11  | 11 | Sandro Cortese      | Avant Mitsubishi Ajo          | Derbi        | 23   | +1:03"035 | 6       | 5     |
| 12  | 78 | Marcel Schrötter    | Interwetten Honda             | Honda        | 23   | +1:04"722 | 18      | 4     |
| 13  | 26 | Adrián Martín       | Aeroport de Castello - Ajo    | Aprilia      | 23   | +1:04"841 | 15      | 3     |
| 14  | 84 | Jakub Kornfeil      | Racing Team Germany           | Aprilia      | 23   | +1:05"248 | 20      | 2     |
| 15  | 39 | Luis Salom          | Lambretta Reparto Corse       | Lambretta    | 23   | +1:09"300 | 25      | 1     |
| 16  | 57 | Isaac Viñales       | Catalunya Racing              | Aprilia      | 23   | +1:09"540 | 14      |       |
| 17  | 87 | Luca Marconi        | Ongetta Team                  | Aprilia      | 23   | +1:34"926 | 21      |       |
| 18  | 58 | Joan Perelló        | SAG Castrol                   | Honda        | 23   | +1:42"695 | 24      |       |
| 19  | 59 | Johnny Rosell       | SAG Castrol                   | Honda        | 23   | +1:51"484 | 26      |       |
| 20  | 63 | Zulfahmi Khairuddin | AirAsia - Sepang Int. Circuit | Aprilia      | 23   | +1:51"525 | 31      |       |
| 21  | 80 | Quentin Jacquet     | Stipa-Molenaar Racing GP      | Aprilia      | 22   | +1 giro   | 28      |       |
| 22  | 72 | Marco Ravaioli      | Lambretta Reparto Corse       | Lambretta    | 22   | +1 giro   | 30      |       |

#### Ritirati
| Nº | Pilota               | Squadra                       | Motocicletta | Giri | Griglia |
| -- | -------------------- | ----------------------------- | ------------ | ---- | ------- |
| 94 | Jonas Folger         | Ongetta Team                  | Aprilia      | 22   | 19      |
| 99 | Danny Webb           | Andalucia Cajasol             | Aprilia      | 21   | 8       |
| 7  | Efrén Vázquez        | Tuenti Racing                 | Derbi        | 18   | 3       |
| 60 | Michael van der Mark | Team Sachsenring              | Aprilia      | 15   | 29      |
| 69 | Louis Rossi          | CBC Corse                     | Aprilia      | 14   | 16      |
| 51 | Riccardo Moretti     | Fontana Racing                | Aprilia      | 5    | 27      |
| 50 | Sturla Fagerhaug     | AirAsia - Sepang Int. Circuit | Aprilia      | 1    | 23      |
| 32 | Lorenzo Savadori     | Matteoni CP Racing            | Aprilia      | 0    | 22      |
| 93 | Marc Márquez         | Red Bull Ajo Motorsport       | Derbi        | 0    | 1       |